# Liga mistrů CONCACAF 2011/2012
Ročník 2011/12 Ligy mistrů CONCACAF (anglicky CONCACAF Champions League) byl 47. ročníkem klubové soutěže pro nejlepší severoamerické fotbalové týmy. Vítězem se stal tým CF Monterrey, který tak obhájil titul a zároveň postoupil na Mistrovství světa ve fotbale klubů 2012.

## Předkolo
Úvodní zápasy hrány v termínu kolem 27. července, odvety kolem 3. srpna 2011.
| Domácí v 1. zápase | Celkem  | Hosté v 1. zápase     | 1. zápas | 2. zápas     |
| ------------------ | ------- | --------------------- | -------- | ------------ |
| Motagua            | 4:2     | Municipal             | 4:0      | 0:2          |
| Morelia            | 7:0     | Tempête               | 5:0      | 2:0          |
| Isidro Metapán     | 3:3 (v) | Puerto Rico Islanders | 2:0      | 1:3          |
| Santos Laguna      | 4:3     | Olimpia               | 3:1      | 1:2          |
| Alianza            | 0:2     | FC Dallas             | 0:1      | 0:1          |
| Toronto FC         | 4:2     | Real Estelí           | 2:1      | 2:1          |
| San Francisco      | 1:2     | Seattle Sounders      | 1:0      | 0:2 (prodl.) |
| Herediano          | 10:2    | Alpha United          | 8:0      | 2:2          |

## Základní skupiny
Základní skupiny se hrály od 16. srpna do 20. října 2011.

### Skupina A
| Tým                | Z | V | R | P | GV | GI | +/- | B  |
| ------------------ | - | - | - | - | -- | -- | --- | -- |
| Los Angeles Galaxy | 6 | 4 | 0 | 2 | 8  | 4  | +4  | 12 |
| Morelia            | 6 | 4 | 0 | 2 | 11 | 5  | +6  | 12 |
| LD Alajuelense     | 6 | 4 | 0 | 2 | 8  | 6  | +2  | 12 |
| Motagua            | 6 | 0 | 0 | 6 | 2  | 14 | −12 | 0  |

|                    | ALA | LA  | MOR | MOT |
| ------------------ | --- | --- | --- | --- |
| LD Alajuelense     | :   | 1:0 | 1:0 | 1:0 |
| Los Angeles Galaxy | 2:0 | :   | 2:1 | 2:0 |
| Morelia            | 2:1 | 2:1 | :   | 4:0 |
| Motagua            | 2:4 | 0:1 | 0:2 | :   |

- O prvních třech místech rozhodla minitabulka vzájemných zápasů.

### Skupina B
| Tým             | Z | V | R | P | GV | GI | +/- | B  |
| --------------- | - | - | - | - | -- | -- | --- | -- |
| Santos Laguna   | 6 | 4 | 1 | 1 | 16 | 6  | +10 | 13 |
| Isidro Metapán  | 6 | 3 | 0 | 3 | 10 | 15 | −5  | 9  |
| Colorado Rapids | 6 | 2 | 1 | 3 | 9  | 12 | −3  | 7  |
| Real España     | 6 | 1 | 2 | 3 | 9  | 11 | −2  | 5  |

|                 | COL | MET | REA | SAN |
| --------------- | --- | --- | --- | --- |
| Colorado Rapids | :   | 3:2 | 1:2 | 1:4 |
| Isidro Metapán  | 1:3 | :   | 3:2 | 2:0 |
| Real España     | 1:1 | 1:2 | :   | 1:1 |
| Santos Laguna   | 2:0 | 6:0 | 3:2 | :   |

### Skupina C
| Tým        | Z | V | R | P | GV | GI | +/- | B  |
| ---------- | - | - | - | - | -- | -- | --- | -- |
| UNAM       | 6 | 3 | 2 | 1 | 8  | 2  | +6  | 11 |
| Toronto FC | 6 | 3 | 1 | 2 | 7  | 7  | 0   | 10 |
| FC Dallas  | 6 | 2 | 1 | 3 | 6  | 11 | −5  | 7  |
| Tauro      | 6 | 1 | 2 | 3 | 7  | 8  | −1  | 5  |

|            | DAL | TAU | TOR | UNAM |
| ---------- | --- | --- | --- | ---- |
| FC Dallas  | :   | 1:1 | 0:3 | 0:2  |
| Tauro      | 5:3 | :   | 1:2 | 0:0  |
| Toronto FC | 0:1 | 1:0 | :   | 1:1  |
| UNAM       | 0:1 | 1:0 | 4:0 | :    |

### Skupina D
| Tým              | Z | V | R | P | GV | GI | +/- | B  |
| ---------------- | - | - | - | - | -- | -- | --- | -- |
| Monterrey        | 6 | 4 | 0 | 2 | 11 | 4  | +7  | 12 |
| Seattle Sounders | 6 | 3 | 1 | 2 | 10 | 7  | +3  | 10 |
| Comunicaciones   | 6 | 2 | 1 | 3 | 8  | 13 | −5  | 7  |
| Herediano        | 6 | 2 | 0 | 4 | 6  | 11 | −5  | 6  |

|                  | COM | HER | MON | SEA |
| ---------------- | --- | --- | --- | --- |
| Comunicaciones   | :   | 2:0 | 1:0 | 2:2 |
| Herediano        | 4:1 | :   | 0:5 | 1:2 |
| Monterrey        | 3:1 | 1:0 | :   | 0:1 |
| Seattle Sounders | 4:1 | 0:1 | 1:2 | :   |

## Play off

### Čtvrtfinále
Úvodní zápasy hrány v termínu kolem 7. března, odvety kolem 14. března 2012.
| Domácí v 1. zápase | Celkem | Hosté v 1. zápase  | 1. zápas | 2. zápas |
| ------------------ | ------ | ------------------ | -------- | -------- |
| Seattle Sounders   | 3:7    | Santos Laguna      | 2:1      | 1:6      |
| Isidro Metapán     | 2:9    | UNAM               | 2:1      | 0:8      |
| Toronto FC         | 4:3    | Los Angeles Galaxy | 2:2      | 2:1      |
| Morelia            | 2:7    | Monterrey          | 1:3      | 1:4      |

### Semifinále
Úvodní zápasy 28. března, odvety 4. dubna 2012.
| Domácí v 1. zápase | Celkem | Hosté v 1. zápase | 1. zápas | 2. zápas |
| ------------------ | ------ | ----------------- | -------- | -------- |
| Toronto FC         | 3:7    | Santos Laguna     | 1:1      | 2:6      |
| Monterrey          | 4:1    | UNAM              | 3:0      | 1:1      |

### Finále
Úvodní zápas 18. dubna, odveta 25. dubna 2012.
| Domácí v 1. zápase | Celkem | Hosté v 1. zápase | 1. zápas | 2. zápas |
| ------------------ | ------ | ----------------- | -------- | -------- |
| Monterrey          | 3:2    | Santos Laguna     | 2:0      | 1:2      |